# Jüdischer Friedhof (Ruppichteroth)

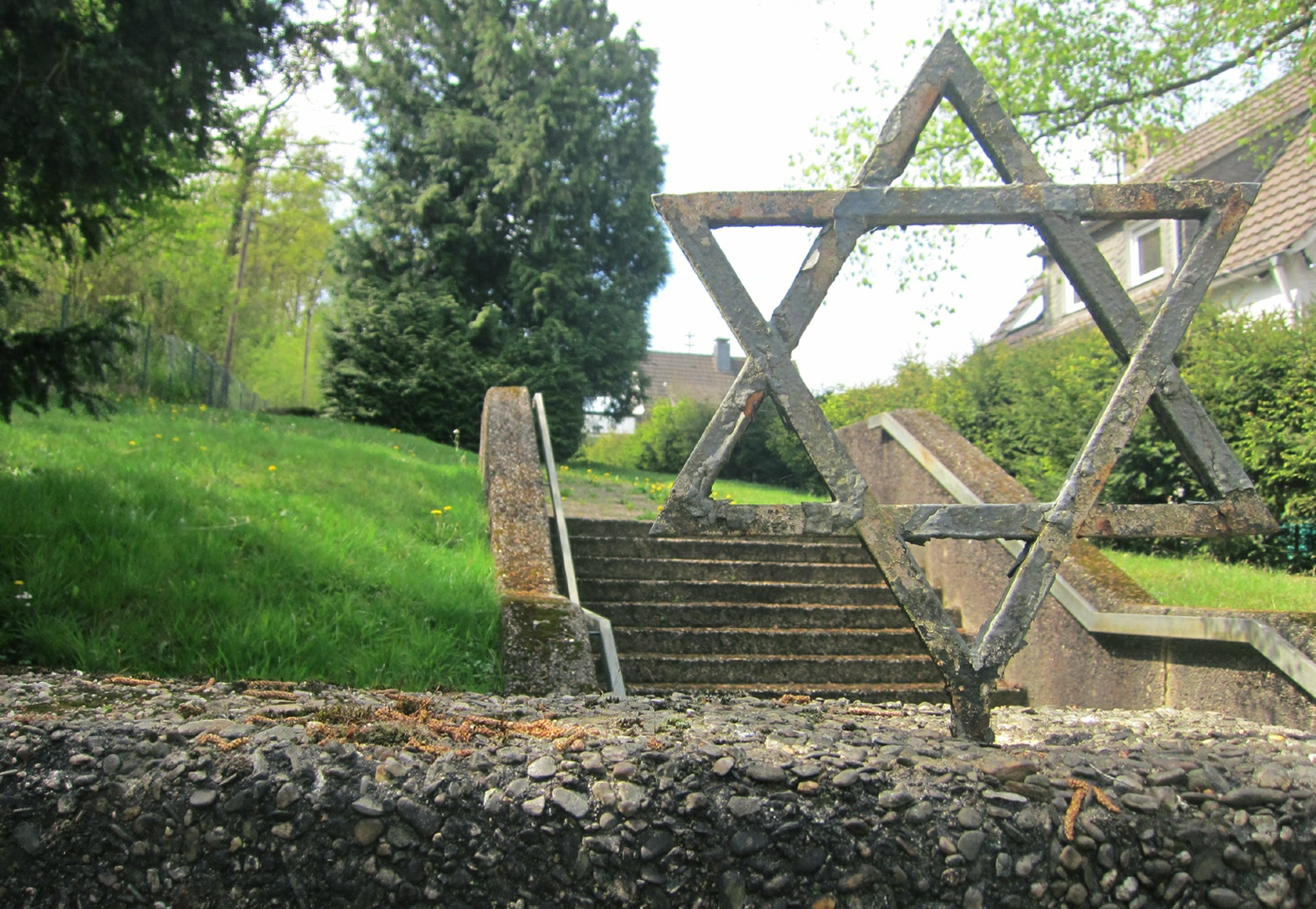
Blick über die Friedhofsmauer des jüdischen Friedhofs in der Herchener Straße in Ruppichteroth (2014).

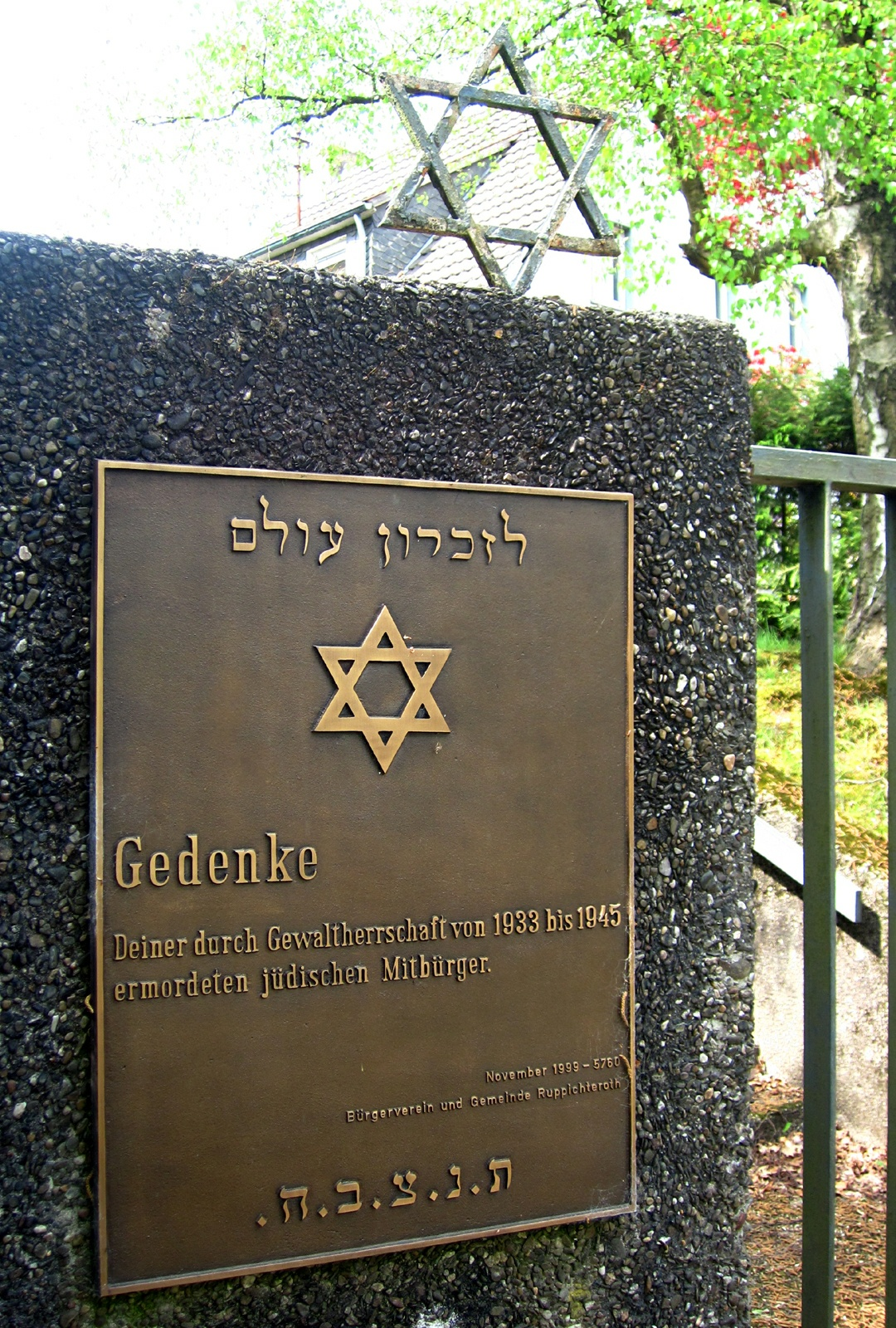
Gedenktafel für die 1933–1945 ermordeten jüdischen Mitbürger am Eingang zum jüdischen Friedhof in der Herchener Straße in Ruppichteroth (2014).

Der Jüdische Friedhof Ruppichteroth liegt in Ruppichteroth im Rhein-Sieg-Kreis (Nordrhein-Westfalen). Er befindet sich in der Herchener Straße.
Der jüdische Friedhof wurde nur von 1928 bis 1935, also nur acht Jahre lang, belegt. Es sind noch zwei Grabsteine (Mazewot) vorhanden, obwohl dort vermutlich elf Grabstellen sind. Vor der Anlegung dieses Friedhofes nutzten die Juden in Ruppichteroth den Friedhof in Nümbrecht.
Eine 1999 errichtete metallene Gedenktafel am Eingangsportal trägt unter einem Davidstern und eingerahmt von hebräischen Schriftzeichen die Inschrift: „Gedenke / Deiner durch Gewaltherrschaft von 1933 bis 1945 / ermordeten jüdischen Mitbürger. / November 1999 – 5760 / Bürgerverein und Gemeinde Ruppichteroth“.